# Мурзин, Григорий Николаевич
Григорий Николаевич Мурзин (род. 23 января 1970 год) — российский марафонец и бегун на длинные дистанции.

## Карьера
Начал заниматься лёгкой атлетикой в Верхней Салде у В. Н. Куличенко. Четырёхкратный чемпион мира в беге на 100 км (дважды в личном зачете и дважды в командном), четырёхкратный чемпион Европы в беге на 100 км (дважды в личном зачете и дважды в командном), неоднократный призёр мировых и европейских чемпионатов. Единственный трехкратный победитель горного марафона «Конжак» (2002, 2003, 2006), двукратный бронзовый призёр марафона «Конжак» (2007, 2008).
- Двукратный чемпион мира по бегу на 100 км — 1998, 2005
- Четырёхкратный победитель ультрамарафона «Swiss Alpine Marathon» — 2000, 2002, 2003, 2005
- Победитель сверхмарафона «Saroma-See-100-km-Ultramarathon» — 2005
- Победитель сверхмарафона «Nacht von Flandern[нидерл.]» — 1998